# Mamu
Mamu (akkadisch Mamu, sumerisch dMa-mu.d und dMa-mu2.d) war nach der Götterliste "An = Anum" eine mesopotamische Traumgöttin und Tochter des Šamaš/Utu. Ihr Name ist in der sumerischen Sprache ein Synonym für Traum, dieser hat mit der Schreibung als mamu meist göttlichen Bezug und zukunftsweisenden Charakter. Im Gegensatz zu mamu gibt es auch noch ein neutraleres Wort für Traum (maš2.gi6.k).

## Männliche Form
Abseits der Götterliste An = Anum wird Mamu vornehmlich als männlicher Gott bezeichnet. In der lipšur-Litanei erscheint er hinter Šamaš, Aja und Bunene (Vizier des Šamaš). Als göttlicher Zeuge wird er in altbabylonischen Urkunden ebenfalls neben Šamaš und Aja genannt. Nur zweimal ist er in Traumritualen bezeugt, wo er als Gott der Träume (dMa-mu2 DINGIR Ma-mu2-da und dMa-mu2 DINGIR ša2 MAŠ2.GE6meš) ausgewiesen wird. In beiden Fällen wird er, um einen positiven Traum herbeizuführen, angerufen. Butler vertritt die Ansicht, dass Mamu im Gegensatz zu Ziqiqu für positive Träume zuständig war.

## Tempel
Seinen einzig bisher bekannten Tempel hatte er in Balawat (Imgur-Enlil). Dieser wurde von Hormuzd Rassam und Max Mallowan ausgegraben. Aššur-nâṣir-apli II. hatte ihn nach 875 erbauen und mit aufwendigen bronzebeschlagenen Toren (Balawat B) sowie einer Statue des Gottes ausstatten lassen. Dabei ist nicht geklärt, ob es sich bei der Gottheit Mamu von Imgur-Enlil nicht um eine gleichnamige Lokalgottheit handelt, wofür Butler jedoch keine Anhaltspunkte sieht. Der Tempel war wohl bis zum Ende des assyrischen Reiches (ca. 612–610 v. Chr.) in Benutzung, die letzte schriftliche Erwähnung datiert jedoch auf das Jahr 694 v. Chr. Im Tempel wurden keine religiösen oder literarische Texte gefunden, was die Einordnung der Rolle des Gottes erschwert. Dagegen fand sich ein Privatarchiv des Mamu-iqbi (ca. 697–671 v. Chr.), bei dem es sich vielleicht um einen Tempelbediensteten oder Priester handelt.
Auch die Frage, warum Aššur-nasir-apli II. und Salmānu-ašarēd III. einen Tempel des Mamu in Imgur-Enlil bauten, kann mit den vorliegenden Quellen nicht beantwortet werden. Oates vermutet, dass der assyrische König während seiner ersten Nacht auf dem Marsch (Imgur-Enlil ist eine Tagesreise von Ninive einer der damaligen Hauptstädte Assyriens entfernt) einen Traum des Gottes bezüglich seines weiteren Feldzuges empfangen wollte.